# 우한 광구
후베이 우한 프로축구단(중국어: 湖北武汉职业足球俱乐部) 또는 우한 광구(武汉光谷)는 중국 후베이성 우한을 연고로 하던 축구 클럽팀이었다.

## 역사
이 팀은 1994년 2월에 창단했으며 2005년에 중국 슈퍼리그로 승격했다. 2008년 10월 중국 축구 협회가 구단에 편파적인 징계 처분을 내린 것에 대한 항의의 표시로 시즌 진행 도중에 중도 하차를 선언했고 중국 축구 협회가 구단의 등록 취소와 함께 축구 리그 참가 자격을 박탈하면서 해체되었다.

## 클럽 명칭 역사
- 1994-1996: 후베이 우강 (湖北武钢, Wuhan Steelworks)
- 1996: 후베이 메이얼야 (湖北美尔雅, Hubei Meierya)
- 1997: 우한 야치 (武汉雅琪, Wuhan Yaqi)
- 1998: 우한 훙진룽 (武汉红金龙, Wuhan Hongjinlong)
- 1999-2000: 우한 훙타오 (武汉红桃, Wuhan Hongtao)
- 2001: 우한 훙진룽 (武汉红金龙, Wuhan Hongjinlong)
- 2002: 우한 둥후 가오커 (武汉东湖高科, Wuhan Donghu Gaoke)
- 2003: 우한 궈처 란싱 (武汉国测蓝星, Wuhan Guoce Lanxing)
- 2004-2005: 우한 황허러우 (武汉黄鹤楼, Wuhan Huanghelou)
- 2006-2007: 우한 광구 (武汉光谷, Wuhan Guanggu)
- 2008: 우한 광구 (武汉光谷, Wuhan Optics Valley)

## 주요 경력
- 지아 리그: 우승 1회 (2004)
- 중국 슈퍼리그컵: 우승 1회 (2005)

## 역대 감독
| 감독   | 임기 |
| ------ | ---- |
| 박종환 | 1998 |

## 같이 보기
- 우한 줘얼